# Lista de freguesias do Alto Tâmega
Esta é uma lista de freguesias da subregião do Alto Tâmega, ordenadas alfabeticamente dentro de cada município e por população de 2011 e 2021, através dos censos.
A subregião do Alto Tâmega pertence à Região do Norte, que registou, através dos censos de 2021, uma população de 84.330 habitantes, dividido entre 6 municípios e em 118 freguesias.

## Freguesias por município
O Alto Tâmega é uma subregião dividido entre 6 municípios, sendo o município de Chaves com o maior número de fregesias da subregião, tendo 39 freguesias, e o município de Ribeira de Pena com o menor número de fregesias da subregião, tendo 5 freguesias.
| Município            | Número de Freguesias |
| -------------------- | -------------------- |
| Boticas              | 10                   |
| Chaves               | 39                   |
| Montalegre           | 25                   |
| Ribeira de Pena      | 5                    |
| Valpaços             | 25                   |
| Vila Pouca de Aguiar | 14                   |
| Alto Tâmega          | 118                  |

## Diferenças populacionais
Das 118 freguesias da subregião do Alto Tâmega:
- 1 freguesia tem mais de 10.000 habitantes;
- 0 freguesias tem entre 5.000 e 10.000 habitantes;
- 6 freguesias tem entre 2.000 e 5.000 habitantes;
- 10 freguesias tem entre 1.000 e 2.000 habitantes;
- 24 freguesias tem entre 500 e 1.000 habitantes e
- 77 freguesias tem menos de 500 habitantes.

## Lista de freguesias
Esta é uma lista de todas as 118 freguesias da subregião do Alto Tâmega.
| Freguesia | Freguesia                              | Município            | Habitantes (2021) | Área em km2 | Densidade |
| --------- | -------------------------------------- | -------------------- | ----------------- | ----------- | --------- |
|           | Alturas do Barroso e Cerdedo           | Boticas              | 389               | 56,65       | 7         |
|           | Ardãos e Bobadela                      | Boticas              | 463               | 37,13       | 12        |
|           | Beça                                   | Boticas              | 778               | 29,86       | 26        |
|           | Boticas e Granja                       | Boticas              | 1'540             | 22,67       | 68        |
|           | Codessoso, Curros e Fiães do Tâmega    | Boticas              | 257               | 35,17       | 7         |
|           | Covas do Barroso                       | Boticas              | 191               | 29,58       | 6         |
|           | Dornelas                               | Boticas              | 274               | 36,58       | 7         |
|           | Pinho                                  | Boticas              | 328               | 22,37       | 15        |
|           | Sapiãos                                | Boticas              | 397               | 21,10       | 19        |
|           | Vilar e Viveiro                        | Boticas              | 383               | 30,88       | 12        |
|           | Águas Frias                            | Chaves               | 607               | 28,78       | 21        |
|           | Anelhe                                 | Chaves               | 444               | 12,49       | 36        |
|           | Bustelo                                | Chaves               | 449               | 9,35        | 48        |
|           | Calvão e Soutelinho da Raia            | Chaves               | 431               | 28,37       | 15        |
|           | Cimo de Vila da Castanheira            | Chaves               | 338               | 16,42       | 21        |
|           | Curalha                                | Chaves               | 416               | 7,82        | 53        |
|           | Eiras, São Julião de Montenegro e Cela | Chaves               | 850               | 22,79       | 37        |
|           | Ervededo                               | Chaves               | 595               | 20,21       | 29        |
|           | Faiões                                 | Chaves               | 831               | 8,09        | 103       |
|           | Lama de Arcos                          | Chaves               | 291               | 13,69       | 21        |
|           | Loivos e Póvoa de Agrações             | Chaves               | 586               | 19,01       | 31        |
|           | Madalena e Samaiões                    | Chaves               | 2'416             | 13,99       | 173       |
|           | Mairos                                 | Chaves               | 271               | 11,67       | 23        |
|           | Moreiras                               | Chaves               | 216               | 9,23        | 23        |
|           | Nogueira da Montanha                   | Chaves               | 461               | 16,67       | 28        |
|           | Oura                                   | Chaves               | 515               | 14,51       | 35        |
|           | Outeiro Seco                           | Chaves               | 849               | 15,21       | 56        |
|           | Paradela                               | Chaves               | 216               | 8,22        | 26        |
|           | Planalto de Monforte                   | Chaves               | 260               | 18,98       | 14        |
|           | Redondelo                              | Chaves               | 455               | 18,71       | 24        |
|           | Sanfins                                | Chaves               | 200               | 17,69       | 11        |
|           | Santa Cruz/Trindade e Sanjurge         | Chaves               | 3'381             | 13,38       | 253       |
|           | Santa Leocádia                         | Chaves               | 254               | 13,10       | 19        |
|           | Santa Maria Maior                      | Chaves               | 11'408            | 5,63        | 2'026     |
|           | Santo António de Monforte              | Chaves               | 397               | 11,78       | 34        |
|           | Santo Estêvão                          | Chaves               | 543               | 8,67        | 63        |
|           | São Pedro de Agostém                   | Chaves               | 1'323             | 26,70       | 53        |
|           | São Vicente                            | Chaves               | 185               | 31,26       | 6         |
|           | Soutelo e Seara Velha                  | Chaves               | 461               | 18,12       | 25        |
|           | Travancas e Roriz                      | Chaves               | 454               | 21,86       | 21        |
|           | Tronco                                 | Chaves               | 202               | 8,54        | 24        |
|           | Vale de Anta                           | Chaves               | 1'625             | 10,18       | 160       |
|           | Vidago                                 | Chaves               | 1'728             | 24,57       | 70        |
|           | Vila Verde da Raia                     | Chaves               | 815               | 9,77        | 83        |
|           | Vilar de Nantes                        | Chaves               | 1'898             | 7,28        | 261       |
|           | Vilarelho da Raia                      | Chaves               | 464               | 18,03       | 26        |
|           | Vilas Boas                             | Chaves               | 164               | 6,86        | 24        |
|           | Vilela do Tâmega                       | Chaves               | 353               | 9,61        | 37        |
|           | Vilela Seca                            | Chaves               | 238               | 14,02       | 17        |
|           | Cabril                                 | Montalegre           | 512               | 46,21       |           |
|           | Cambeses do Rio, Donões e Mourilhe     | Montalegre           | 273               | 45,30       |           |
|           | Cervos                                 | Montalegre           | 227               | 33,07       |           |
|           | Chã                                    | Montalegre           | 701               | 57,60       |           |
|           | Covelo do Gerês                        | Montalegre           | 166               | 10,51       |           |
|           | Ferral                                 | Montalegre           | 293               | 15,83       |           |
|           | Gralhas                                | Montalegre           | 186               | 20,82       |           |
|           | Meixedo e Padornelos                   | Montalegre           | 265               | 35,76       |           |
|           | Montalegre e Padroso                   | Montalegre           | 1'772             | 32,15       |           |
|           | Morgade                                | Montalegre           | 195               | 20,95       |           |
|           | Negrões                                | Montalegre           | 132               | 18,98       |           |
|           | Outeiro                                | Montalegre           | 143               | 51,58       |           |
|           | Paradela, Contim e Fiães               | Montalegre           | 245               | 30,86       |           |
|           | Pitões das Júnias                      | Montalegre           | 151               | 36,89       |           |
|           | Reigoso                                | Montalegre           | 130               | 16,95       |           |
|           | Salto                                  | Montalegre           | 1'263             | 77,89       |           |
|           | Santo André                            | Montalegre           | 149               | 19,82       |           |
|           | Sarraquinhos                           | Montalegre           | 300               | 32,94       |           |
|           | Sezelhe e Covelães                     | Montalegre           | 229               | 32,94       |           |
|           | Solveira                               | Montalegre           | 150               | 12,17       |           |
|           | Tourém                                 | Montalegre           | 110               | 16,61       |           |
|           | Venda Nova e Pondras                   | Montalegre           | 344               | 19,13       |           |
|           | Viade de Baixo e Fervidelas            | Montalegre           | 695               | 48,31       |           |
|           | Vila da Ponte                          | Montalegre           | 167               | 10,73       |           |
|           | Vilar de Perdizes e Meixide            | Montalegre           | 463               | 37,04       |           |
|           | Alvadia                                | Ribeira de Pena      | 165               | 33,79       | 5         |
|           | Canedo                                 | Ribeira de Pena      | 275               | 38,49       | 7         |
|           | Cerva e Limões                         | Ribeira de Pena      | 2'285             | 63,23       | 36        |
|           | Ribeira de Pena                        | Ribeira de Pena      | 2'609             | 50,44       | 52        |
|           | Santa Marinha                          | Ribeira de Pena      | 551               | 31,71       | 17        |
|           | Águas Revés e Crasto                   | Valpaços             | 275               | 20,10       |           |
|           | Algeriz                                | Valpaços             | 502               | 20,91       |           |
|           | Bouçoães                               | Valpaços             | 303               | 25,74       |           |
|           | Canaveses                              | Valpaços             | 170               | 12,66       |           |
|           | Carrazedo de Montenegro e Curros       | Valpaços             | 1'643             | 49,83       |           |
|           | Ervões                                 | Valpaços             | 534               | 22,05       |           |
|           | Fornos do Pinhal                       | Valpaços             | 320               | 11,14       |           |
|           | Friões                                 | Valpaços             | 447               | 27,69       |           |
|           | Lebução, Fiães e Nozelos               | Valpaços             | 548               | 29,71       |           |
|           | Padrela e Tazem                        | Valpaços             | 277               | 28,64       |           |
|           | Possacos                               | Valpaços             | 358               | 31,19       |           |
|           | Rio Torto                              | Valpaços             | 284               | 11,67       |           |
|           | Santa Maria de Emeres                  | Valpaços             | 311               | 16,68       |           |
|           | Santa Valha                            | Valpaços             | 317               | 26,90       |           |
|           | Santiago da Ribeira de Alhariz         | Valpaços             | 503               | 18,09       |           |
|           | São João da Corveira                   | Valpaços             | 455               | 14,30       |           |
|           | São Pedro de Veiga de Lila             | Valpaços             | 243               | 19,40       |           |
|           | Serapicos                              | Valpaços             | 196               | 11,61       |           |
|           | Sonim e Barreiros                      | Valpaços             | 314               | 17,79       |           |
|           | Tinhela e Alvarelhos                   | Valpaços             | 261               | 28,22       |           |
|           | Vales                                  | Valpaços             | 191               | 22,26       |           |
|           | Valpaços e Sanfins                     | Valpaços             | 4'661             | 39,15       |           |
|           | Vassal                                 | Valpaços             | 395               | 14,58       |           |
|           | Veiga de Lila                          | Valpaços             | 233               | 14,37       |           |
|           | Vilarandelho                           | Valpaços             | 961               | 20,36       |           |
|           | Alfarela de Jales                      | Vila Pouca de Aguiar | 357               | 13,57       |           |
|           | Alvão                                  | Vila Pouca de Aguiar | 774               | 53,07       |           |
|           | Bornes de Aguiar                       | Vila Pouca de Aguiar | 1'933             | 41,30       |           |
|           | Bragado                                | Vila Pouca de Aguiar | 446               | 22,70       |           |
|           | Capeludos                              | Vila Pouca de Aguiar | 363               | 22,27       |           |
|           | Pensalvos e Parada de Monteiros        | Vila Pouca de Aguiar | 289               | 47,17       |           |
|           | Sabroso de Aguiar                      | Vila Pouca de Aguiar | 548               | 12,07       |           |
|           | Soutelo de Aguiar                      | Vila Pouca de Aguiar | 602               | 29,36       |           |
|           | Telões                                 | Vila Pouca de Aguiar | 1'328             | 45,35       |           |
|           | Tresminas                              | Vila Pouca de Aguiar | 341               | 55,85       |           |
|           | Valoura                                | Vila Pouca de Aguiar | 295               | 14,40       |           |
|           | Vila Pouca de Aguiar                   | Vila Pouca de Aguiar | 3'118             | 22,70       |           |
|           | Vreia de Bornes                        | Vila Pouca de Aguiar | 567               | 17,57       |           |
|           | Vreia de Jales                         | Vila Pouca de Aguiar | 852               | 48,03       |           |

1. ↑  INE (2021). «População do Alto Tâmega»
2. ↑  Diário da República, Reorganização administrativa do território das freguesias, Lei n.º 11-A/2013, de 28 de janeiro, Anexo I. Acedido a 19 de julho de 2013.
3. ↑  Diário da República, Reorganização administrativa do território das freguesias, Lei n.º 11-A/2013, de 28 de janeiro, Anexo I. Acedido a 19 de julho de 2013.
4. ↑  Diário da República, Reorganização administrativa do território das freguesias, Lei n.º 11-A/2013, de 28 de janeiro, Anexo I. Acedido a 19 de julho de 2013.